# Anna Vikström (politiker)
Anna Lena Vikström, född 11 februari 1957 i Johannes församling i Stockholms stad, är en svensk barnmorska, informationstjänsteman, forskare och politiker (socialdemokrat).
Vikström är uppvuxen i Sollentuna kommun. Hon har arbetat som barnmorska och har utbildat sig till ekonomie magister och disputerat på Karolinska institutet 2011 på avhandlingen Terminology systems for health problems and procedures in primary care.
Hon har varit fritidspolitiker på kommunal nivå i Sollentuna kommun och kandiderade 2014 i riksdagsvalet. I riksdagen har hon varit statsrådsersättare 1 november 2015 till 30 april 2016, 8 oktober 2016 till 1 april 2017 samt 24 september 2018 till 31 juli 2020. Sedan 1 augusti 2020 är hon ordinarie riksdagsledamot. Hon är bland annat ledamot i skatteutskottet (2018–).